# بخش موتیه
بخش موتیه یکی از بخشهای کانتون برن  در کشور سوئیس است.